# 12598 Сьєрра
12598 Сьєрра (12598 Sierra) — астероїд головного поясу, відкритий 9 вересня 1999 року.
Тіссеранів параметр щодо Юпітера — 3,327.